# Bag Københavns kulisser
Bag Københavns kulisser er  et dansk lystspil fra 1935. Filmen er instrueret af Arne Weel, der også skrev filmens manuskript.  Den originale filmspole til Bag Københavns Kulisser  er gået tabt og derfor  er filmen ikke bevaret og ikke tilgængelig.

## Handling
Den lille teaterdame Eva kommer ud for en mindre ulykke, da hendes hyrevogn kolliderer med en privatvogn, der tilhører den rige bankier Morgan. Og af dette i øvrigt ganske almindelige uheld opstår der uanede komplikationer. Eva afskediges, da hun kommer for sent til teaterprøven, og bankieren får intet at vide om uheldet. Men da han får nys om det, kan han muligvis overtales til at sætte penge i det trængte teater og redde situationen.

## Medvirkende i udvalg
- Ib Schønberg
- Arthur Jensen
- Arne Weel
- Else Marie Hansen
- Olga Svendsen
- Clara Østø
- Sigurd Langberg
- Sigfred Johansen
- Erika Voigt